# تمغر
التَمَغُّر   (بالإنجليزية:Ochronosis) (بالفرنسية:Ochronose) ، هوَ مَرض يَتضمن تَرسب صَبغات قاتِمة في أنسجة الجِسم خاصة في الغَضاريف والنسيج الضام ، وعادة ما يُصاحب البيلة الكابتونِية ، كما يُمكن أن يَنجم عن التَسمم بالفينُول ، ومنِ أعراضه تَلون داكن في الصُلبَة وفي الأُذن .

## السبب
يَحدث التَمَغُّر نَتيجة لتراكم حمض الهوموجنتيزيك (Homogentisic Acid) .

## المَصادر
Lectures On Medial Biochemistry , 1st year , Alexandria University Faculty of Medicine , Page.204